# Lago de Omaña
Lago de Omaña es una localidad del municipio leonés de Soto y Amío, en la Comunidad Autónoma de Castilla y León. 
La iglesia está dedicada a san Bartolomé.

## Localidades limítrofes
Confina con las siguientes localidades:
- Al este con Villayuste.
- Al sureste con Soto y Amío.
- Al sur con Villaceid.
- Al suroeste con Oterico.
- Al noroeste con Bonella.

## Demografía
Evolución de la población
| Gráfica de evolución demográfica de Lago de Omaña entre 2000 y 2017 |
|                                                                     |
| Población de derecho (2000-2017) según el padrón municipal del INE  |

## Historia
Así se describe a Lago de Omaña en el tomo X del Diccionario geográfico-estadístico-histórico de España y sus posesiones de Ultramar, obra impulsada por Pascual Madoz a mediados del siglo XIX:

Lugar en la provincia de León (6 leguas), partido judicial de Murias de Paredes (1), diócesis de Oviedo (16), vicaría de San Millán, arciprestazgo de Carbajales, audiencia territorial y capitanía general de Valladolid (40), ayuntamiento de Soto y Amío; Situado en terreno árido y pendiente; le combaten con especialidad los vientos del N; su clima es sumamente frío; sus enfermedades más comunes reumas y constipados. Tiene unas 30 casas, iglesia parroquial (San Bartolomé), servida por 1 cura de ingreso  patronato laical, 2 ermitas, propiedad del vecindario, dedicadas, una al Santísimo Cristo, y otra a San Francisco Javier; y regulares aguas potables. Confina N Cosera; E Mallo; S Oterico, y O Los Orrios. El terreno es de mala calidad. Las escasas aguas que nacen en su término desaguan en el Omaña por la derecha de la iglesia de Trascastro, sin proporcionar casi beneficio alguno, excepto en tiempo lluvioso en que mueven las ruedas de algunos molinos. Hay monte bajo y prados naturales. Los caminos dirigen a los pueblos limítrofes. Producciones: centeno y pastos; cría ganado vacuno, cabrío, lanar y caballar; caza de perdices, palomas y liebres. Población: 26 vecinos, 140 almas. Contribución: con el ayuntamiento.
Diccionario geográfico-estadístico-histórico de España y sus posesiones de Ultramar